# فيرجيل لوكن
فيرجيل لوكن (بالإنجليزية: Virgil Luken)‏ (مواليد 12 سبتمبر 1942) هو سبّاح من الولايات المتحدة، مثّل بلاده في الألعاب الأولمبية الصيفية 1964.

## روابط خارجية
- فيرجيل لوكن على موقع أوليمبيديا (الإنجليزية)